# Валапаттанам
Валапаттанам (малаялам: വളപട്ടണം) — крупнейшая река округа Каннур индийского штата Керала. Берёт своё начало в холмах Брахмагири (часть Западных Гат), на высоте 1350 м над уровнем моря. Впадает в Лаккадивское море.
Длина составляет около 110 км. Площадь бассейна — 1777 км², из них 1321 км² — в Керале.
На берегу реки находится храм Мутаппан.